# Метт Греверс
Метт Греверс  (англ. Matt Grevers, 26 березня 1985) — американський плавець, олімпійський медаліст.

## Виступи на Олімпіадах
| Олімпіада   | Дисципліна                      | Місце                 |
| ----------- | ------------------------------- | --------------------- |
| Пекін 2008  | естафета 4 × 100 вільним стилем | 1 (попердні запливи)  |
| Пекін 2008  | плавання на 100 метрів на спині | 2                     |
| Пекін 2008  | комплексна естафета 4 × 100     | 1 (попередні запливи) |
| Лондон 2012 | естафета 4 × 100 вільним стилем | 2                     |
| Лондон 2012 | плавання на 100 метрів на спині | 1                     |
| Лондон 2012 | комплексна естафета 4 × 100     | 1                     |